# 高宕山自然動物園
高宕山自然動物園（たかごやましぜんどうぶつえん）は、千葉県富津市の高宕山のふもとにある自然公園である。

## 概要
高宕山に生息する野生のニホンザルに餌付し餌場が設けられている。観光客は多くのニホンザルを間近で観察でき、金網ごしに手渡しで餌をあげることもできる。

## 歴史
三浦八郎右衛門が、高宕山に通い野生のニホンザルを餌付けした。1956年に国の天然記念物に指定された。
2017年にニホンザル164頭のうち57頭が特定外来生物のアカゲザルとの交雑種であったために殺処分した。
殺処分した後、2月15日に慰霊祭を開いて弔った。

## 施設
- 猿場
- 大人：300円 小人：100円
- 無料駐車場：普通車30台
- 営業時間：8:00 - 17:00
- 休日：なし

## 所在地
- 住所：〒299-1742 富津市豊岡1779
北緯35度11分17秒 東経139度57分27.2秒 / 北緯35.18806度 東経139.957556度座標: 北緯35度11分17秒 東経139度57分27.2秒 / 北緯35.18806度 東経139.957556度

## 交通
- 最寄り駅：JR内房線上総湊駅